# Shen Chen
Shen Chen (en chino: 沈晨; Nankín, 28 de julio de 1990) es una deportista china que compite en esgrima, especialista en la modalidad de sable. Ganó una medalla de bronce en el Campeonato Mundial de Esgrima de 2015, en la prueba individual.

## Palmarés internacional
| Campeonato Mundial | Campeonato Mundial | Campeonato Mundial | Campeonato Mundial |
| Año                | Lugar              | Medalla            | Prueba             |
| ------------------ | ------------------ | ------------------ | ------------------ |
| 2015               | Moscú (Rusia)      | Medalla de bronce  | Sable individual   |